# ویلکاشوامان
ویلکاشوامان (به اسپانیایی: Vilcashuamán) یک منطقهٔ مسکونی در پرو است که در منطقه آیاکوچو واقع شده‌است. ویلکاشوامان ۳٬۴۹۰ متر بالاتر از سطح دریا واقع شده‌است.